# Lucien Calvié
Lucien Calvié, né le 14 mars 1946 à Béziers, est un germaniste et professeur des universités français, spécialiste au départ de l'histoire des intellectuels allemands confrontés à la Révolution française. Il s'interroge plus récemment sur une « question allemande » en Europe aujourd'hui, reliée à cette période passée de l'histoire intellectuelle de l'Allemagne.

## Parcours
Lucien Calvié est né le 14 mars 1946 à Béziers de parents instituteur et institutrice.
Élève de l'École normale supérieure de la rue d'Ulm, il obtient l'agrégation d'allemand en 1970. Il soutient une thèse de doctorat d'État ès lettres sur Les Intellectuels allemands, les réalités politiques allemandes et l'idée de révolution, 1789-1844. De la Révolution française aux débuts du marxisme à l'université Sorbonne-Nouvelle en 1979, sous la direction de Pierre Bertaux.
Il a été professeur à l'université Grenoble III-Stendhal, où il a fondé et dirigé le Centre d'études et de recherches allemandes et autrichiennes contemporaines ainsi que la revue annuelle Chroniques allemandes (1992-1998/1999). Il est professeur émérite de l'université Toulouse-Jean-Jaurès depuis 2011.

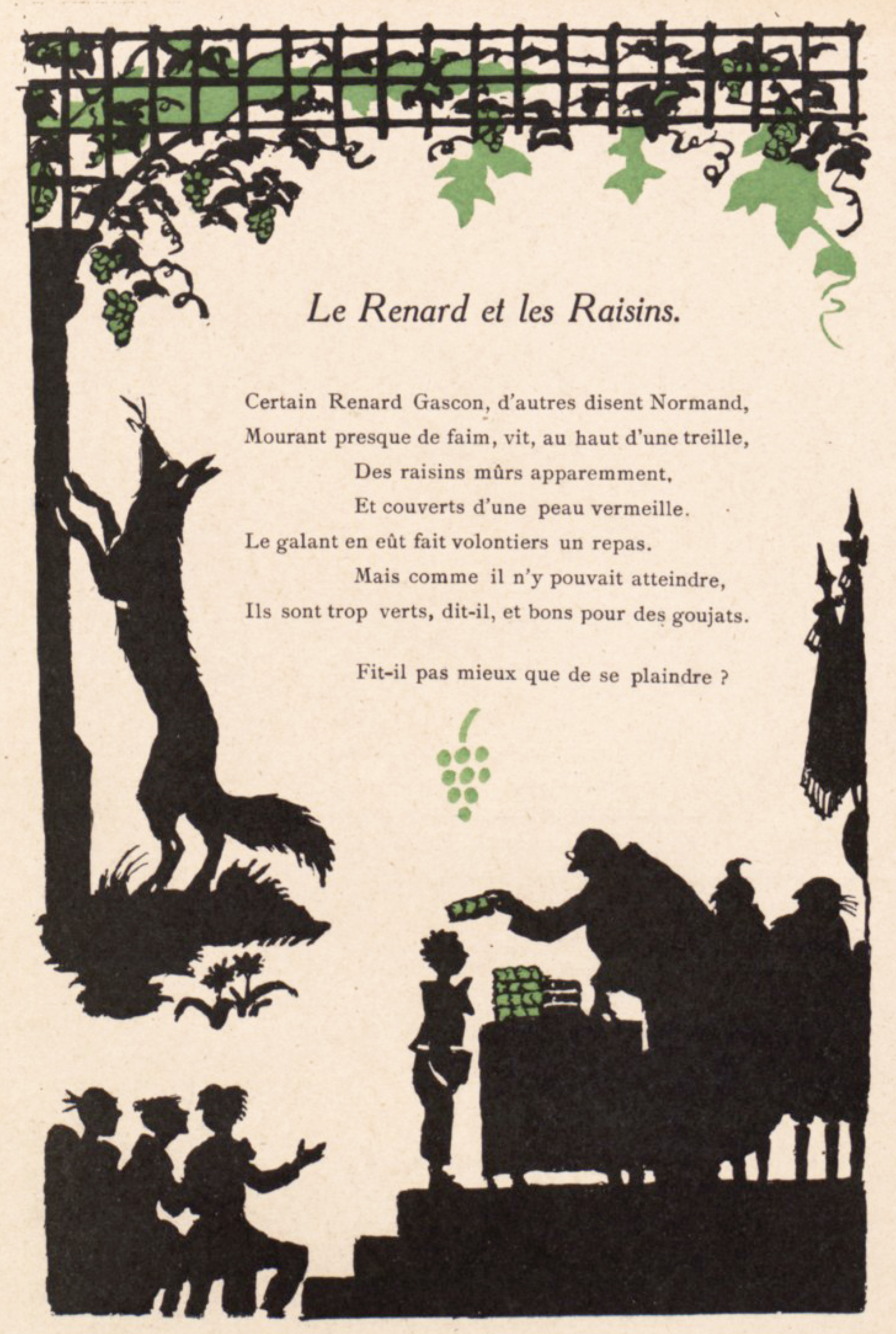
Lucien Calvié reprend le titre et la leçon de la fable Le Renard et les Raisins de La Fontaine pour son ouvrage Le Renard et les raisins. La Révolution française et les intellectuels allemands. 1789-1845 (1989).

## Le Renard et les raisins
Quel « joli titre », opine François Hincker, que celui repris de la fable de La Fontaine « Le Renard et les Raisins » pour l'ouvrage de Lucien Calvié, en fait « l'abrégé » d'« une grande thèse sur Les Intellectuels allemands, les réalités politiques allemandes et l'idée de Révolution de la Révolution française aux débuts du marxisme ».

### Ouvrage d'un germaniste français
Lucien Calvié remarque à la fin de l'introduction de son livre qu'« il s'agit du travail d'un germaniste français » : un « germaniste français », explique-t-il, « s'intéresse d'abord à la langue et à la littérature allemandes. Il n'est ni philosophe, ni historien, ni sociologue, ni politologue, ni même historien des idées. Mais il est aussi, par goût et par nécessité, un peu tout cela à la fois ». Cependant, ajoute-t-il, en se définissant ainsi lui-même, « un germaniste français est d'abord, semble-t-il, quelqu'un qui s'intéresse à ce que j'ai appelé l'énigme de l'histoire allemande, jusqu'au nazisme et jusqu'à nos jours inclus, c'est-à-dire aussi à l'énigme de l'histoire intellectuelle des Allemands et à la singularité de cette histoire et de cette histoire intellectuelle ».

### Vue d'ensemble sur le livre et sa thèse principale

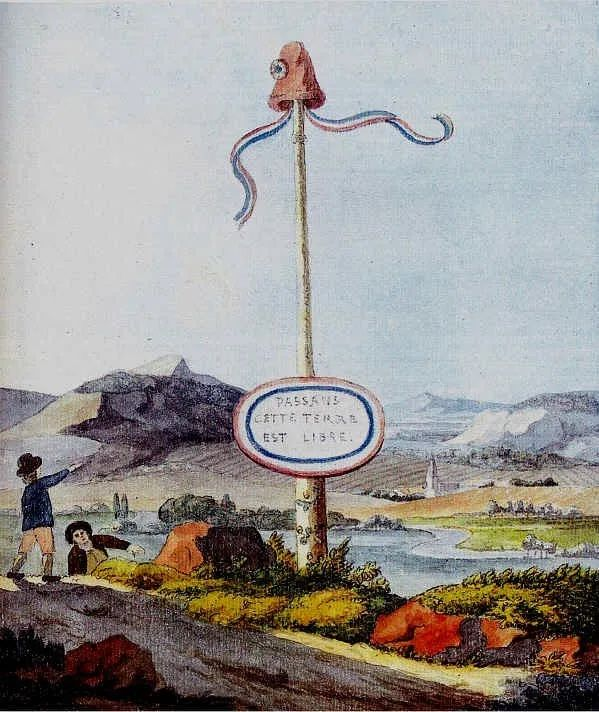
Pendant la Révolution française furent plantés des arbres de la liberté, comme celui dressé à la frontière franco-luxembourgeoise (Aquarelle de Goethe). Hegel, Hölderlin et Schelling, alors étudiants au Stift, en auraient planté un à Tübingen.

#### Les intellectuels allemands et la Révolution française
En reprenant « l'image du renard de la fable qui, d'abord attiré par des raisins bien mûrs, les "critique" comme trop verts quand il s'aperçoit qu'il ne peut les atteindre », Lucien Calvié veut analyser « l'attitude des intellectuels allemands face à la Révolution française » : entre 1789-1845, on observerait dans la culture allemande « une tendance à la dévalorisation idéologique de la Révolution française comme transformation "purement politique", et la recherche d'un substitut à ce modèle impossible, sous forme d'une révolution allemande plus profonde (éthique, esthétique, philosophique ou sociale) ».

#### Marx et l'impossible révolution politique allemande

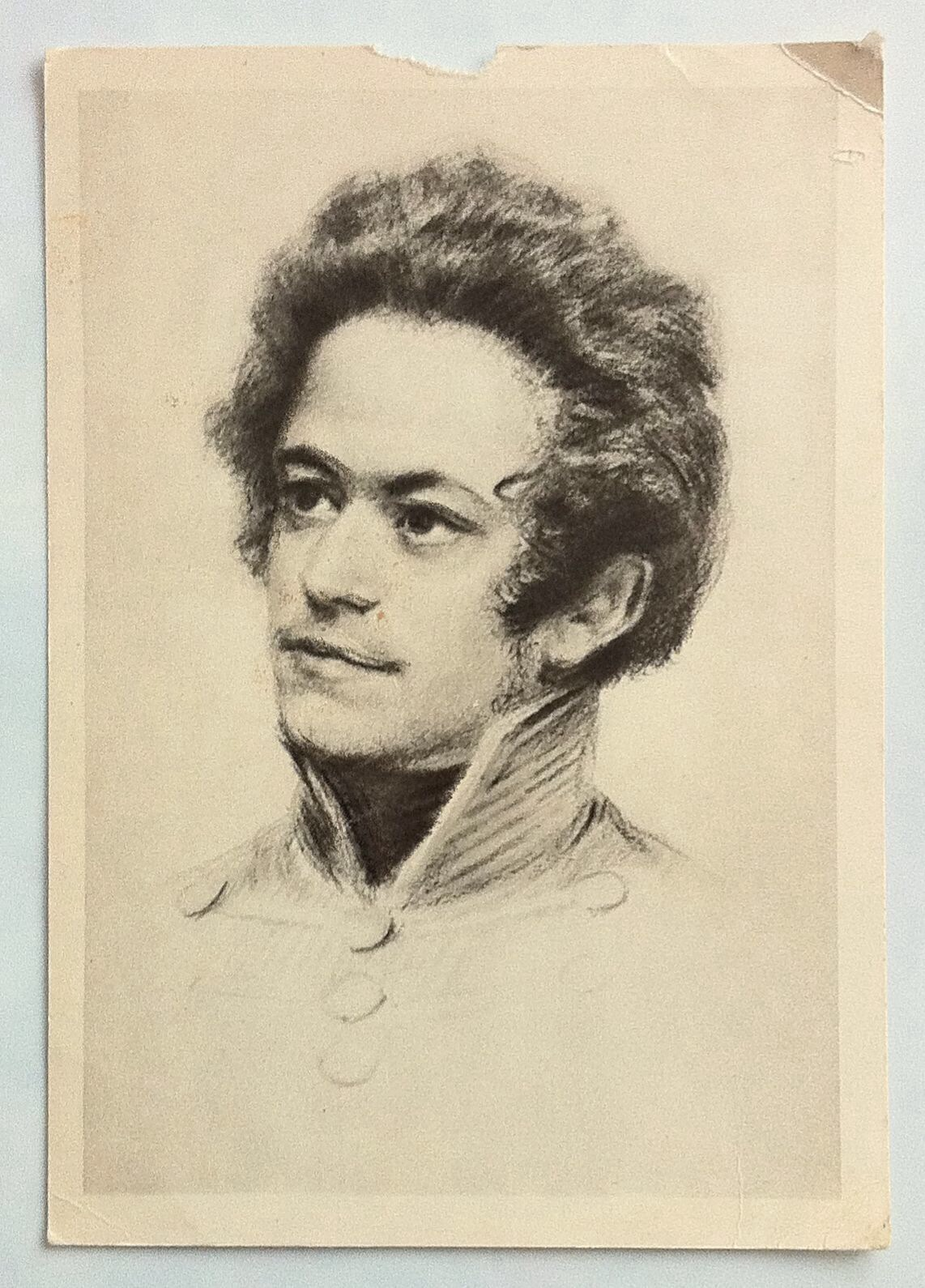
Pour Lucien Calvié, le jeune Marx (ici : Marx, avant 1840) vient au terme de l'évolution de l'idéalisme allemand depuis la dernière décennie du XVIIIe siècle.

Par rapport à « la parenté avec la célèbre remarque de Marx sur l'impuissance révolutionnaire de l'Allemagne », F. Hincker observe que « pour Marx l'impossible révolution allemande est sociale, au contraire de la française », tandis que selon la thèse de L. Calvié, la Révolution française « est certes sociale, mais elle est avant tout celle de l'égalité civile et politique, de la citoyenneté et de la démocratie. Or c'est précisément de cette révolution politique-là, plus encore que de la sociale, que l'Allemagne ne s'approcha jamais ». Quant à « l'idée de révolution de type nouveau, plus sociale encore que la Révolution française, inventée par Marx », elle « n'est pour Lucien Calvié qu'un succédané parmi d'autres de cette révolution politique absente ». Donc, L. Calvié « inclut Marx dans la même série » de nombreux intellectuels allemands qui substituent à « l'objet concret et d'abord séduisant » (L. Calvié) de la Révolution française « un objet différent et abstrait... qui en raison même de son caractère abstrait semble plus aisément et plus immédiatement accessible » (L. Calvié) : il inscrit « le jeune Marx » dans une suite de l'histoire des idées en Europe où il le fait figurer comme « terme de l'évolution de l'idéalisme allemand depuis la dernière décennie du XVIIIe siècle ».

##### Discussion
Selon Michael Löwy, si « Marx, dans un premier moment (1843-45) [...] semble continuer la tradition idéaliste en cherchant dans le prolétariat le fondement d'une révolution de type nouveau, allemande et universelle à la fois et censée dépasser l'impossible révolution politique de type français », toutefois, « dans la ligne d'un certain réalisme hégélien, il finit par comprendre, dans le Manifeste Communiste que la révolution politique en Allemagne est la condition préalable pour le développement ultérieur d'une révolution sociale », et plus tard que « les deux sont inséparables dans un seul processus ininterrompu, que Marx appellera, dans la Circulaire de mars 1850 de la Ligue des Communistes, "la révolution permanente" ».

### Contenu de l'ouvrage en sept chapitres
La distribution du livre en sept chapitres indique les sujets de l'étude qui s'étend de la Révolution française de 1789 dans le débat des idées en Allemagne aux débuts du marxisme :
- I. « La continuité de la référence à la Révolution française en Allemagne et la question du “jacobinisme” allemand »
- II.« Kant, les “Jacobins” allemands et l'idéalisme schillérien face à la Révolution française »
- III. « Novalis : La réaction antirévolutionnaire et le romantisme politique »
- IV. « Hegel entre Révolution et Restauration »
- V. « Henri Heine : La Révolution française, la Pologne, Hegel et les “libertés germaniques” »
- VI. « Juillet 1830 et les suites : La Jeune Allemagne et la “fin de la période artistique” »
- VII. « La gauche hégélienne, Heine et le jeune Marx : dépasser ou ressasser la Révolution française »

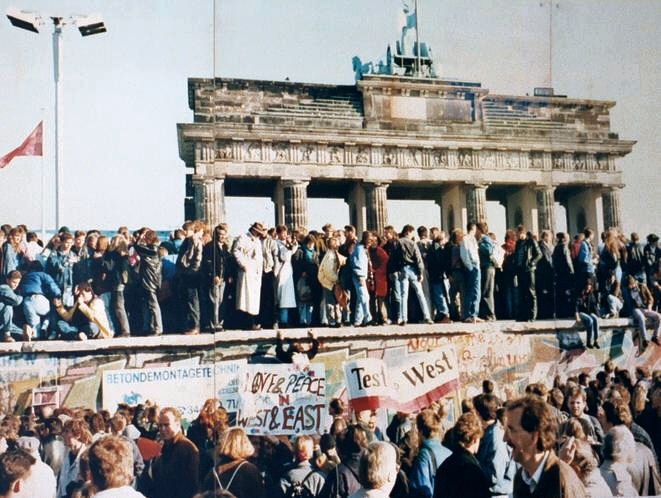
L'ouvrage de Lucien Calvié La question allemande (2016) interroge sur la nature de la « révolution allemande de 1989-1990 » dans sa relation historique à une domination allemande sur l'Europe un peu plus d'un quart de siècle après la chute du mur de Berlin et la réunification allemande.

## La «question allemande» en Europe aujourd'hui
Le Renard et les raisins est paru en 1989, l'année de la chute du mur de Berlin et date commémorative du bicentenaire de la Révolution française de 1789. Dans son livre paru en 2016, La question allemande. Histoire et actualité (2016), la « réflexion politique » de Lucien Calvié « nous interpelle sur la nature de la révolution allemande de 1989-1990, et par là même sur la question allemande » un peu plus d'un quart de siècle après la réunification allemande : « l’intérêt de cet ouvrage consiste dans sa manière propre de faire le lien entre l’histoire de la révolution démocratique et les raisons de l’actuelle domination allemande sur l’Europe », rapporte Jacques Guilhaumou au cours de son compte-rendu de l'ouvrage.

## Publications de Lucien Calvié

### Ouvrages
- Le Renard et les raisins. La Révolution française et les intellectuels allemands. 1789-1845, Paris, Études et Documentation Internationales(ÉDI),1989,  (ISBN 2-85139-094-5) ; réédition augmentée : Le Renard et les raisins. La Révolution française et les intellectuels allemands, 1789-1845, Parthenay, Inclinaison, 2018, 294 p.,  (ISBN 978-2-916942-63-6) Présentation en ligne sur le site de l'éditeur
- Aux origines du couple franco-allemand. Critique du nationalisme et révolution démocratique avant 1848. Arnold Ruge, Toulouse, Presses Universitaires du Mirail (PUM), 2004.
- Le Soleil de la liberté. Henri Heine (1797-1856), l’Allemagne, la France et les révolutions, Paris, Presses de l’Université Paris-Sorbonne (PUPS), 2006,  (ISBN 2-84050-437-5)
- Heine / Marx. Révolution, libéralisme, démocratie et communisme, Uzès, Inclinaison, 2013,  (ISBN 978-2-916942-38-4)
- La question allemande. Histoire et actualité, Paris, Éditions du Cygne, coll. « Frontières », 2016,  (ISBN 9782849244432).
- La question yougoslave et l’Europe, Paris, Éditions du Cygne, collection « Frontières », 175 p., 2018  (ISBN 9782849245293). Présentation sur le site de l'éditeur, consulté le 8 mai 2021 [lire en ligne]
- Italie, Allemagne, France. Un triangle européen, Paris, Éditions du Cygne, 118p., 2022,  (ISBN 978-2-84924-682-5) Présentation sur le site de l'éditeur

### Participation à des ouvrages collectifs
- Marx et la Révolution française ( Dir. François Furet), suivi de textes de Marx, présentés, réunis, traduits par Lucien Calvié, Paris, Flammarion, 1986.
- Révolutions françaises et pensée allemande 1789/1871 présenté par Lucien Calvié; contribution: « D'un centenaire (1883-1983) à un bicentenaire (1789-1989); remarques sur la genèse du marxisme », Publication du Centre d'Études et de Recherches sur les Allemagnes et l'Autriche Contemporaines (C.E.R.A.A.C.) Université Stendhal (Grenoble III), ellug, 1989,  (ISBN 2-902709-56-0)
- Lucien Calvié et François Genton (dir.), Chroniques allemandes, n°7 : « Misère Allemande / Deutsche Misere », 1998, [lire en ligne]

### Articles (choix)
- « Georg Weerth (1822-1856), romancier heinéen, pour le 200e anniversaire de sa naissance », Études Germaniques, 2022/3 (n° 307), p. 463-476. DOI : 10.3917/eger.307.0463. [lire en ligne]
- « Kant, penseur merkélien ? », Revue Française d'Histoire des Idées Politiques, 2021/2 (N° 54), p. 215-234. DOI : 10.3917/rfhip1.054.0215. [lire en ligne]
- « Philosophie, littérature et politique : le romantisme allemand et sa critique hégélienne », Romantisme, 2018/4 (n° 182), p. 15-25. DOI : 10.3917/rom.182.0015. [lire en ligne]
- « Antiquité et Révolution française dans la pensée et les lettres allemandes à la fin du XVIIIe siècle », Annales historiques de la Révolution française, 317 | 1999, 455-475, Sur le site de Persée, consulté le 24 mars 2020 [lire en ligne]
- Dans le Dictionnaire du monde germanique, dir. Élisabeth Décultot, Michel Espagne et Jacques Le Rider, Paris, Bayard, 2007  (ISBN 978 2 227 47652 3) :

### Traductions
- « L‘ “Avant-mars”. Poésie et prose politiques de Georg Herwegh, poète du Vormärz », présentation, traduction et notes de Lucien Calvié, Revue de poésie La Mer gelée, n° thématique « Mars », Vanloo, p. 65-91, 2024. ⟨hal-04799952⟩